# Gleizé
Gleizé es una comuna francesa situada en el departamento de Ródano, de la región de Auvernia-Ródano-Alpes. Es la cabecera (bureau centralisateur en francés) y mayor población del cantón de su nombre. Pertenece a la comunidad de aglomeración Villefranche-Beaujolais-Saône.

## Demografía
| 2 421 | 3 045 | 3 708 | 6 591 | 8 317 | 8 050 | 7 807 | 7 593 |
| Para los censos de 1962 a 1999 la población legal corresponde a la población sin duplicidades (Fuente: INSEE [Consultar]) |       |       |       |       |       |       |       |

## Monumentos

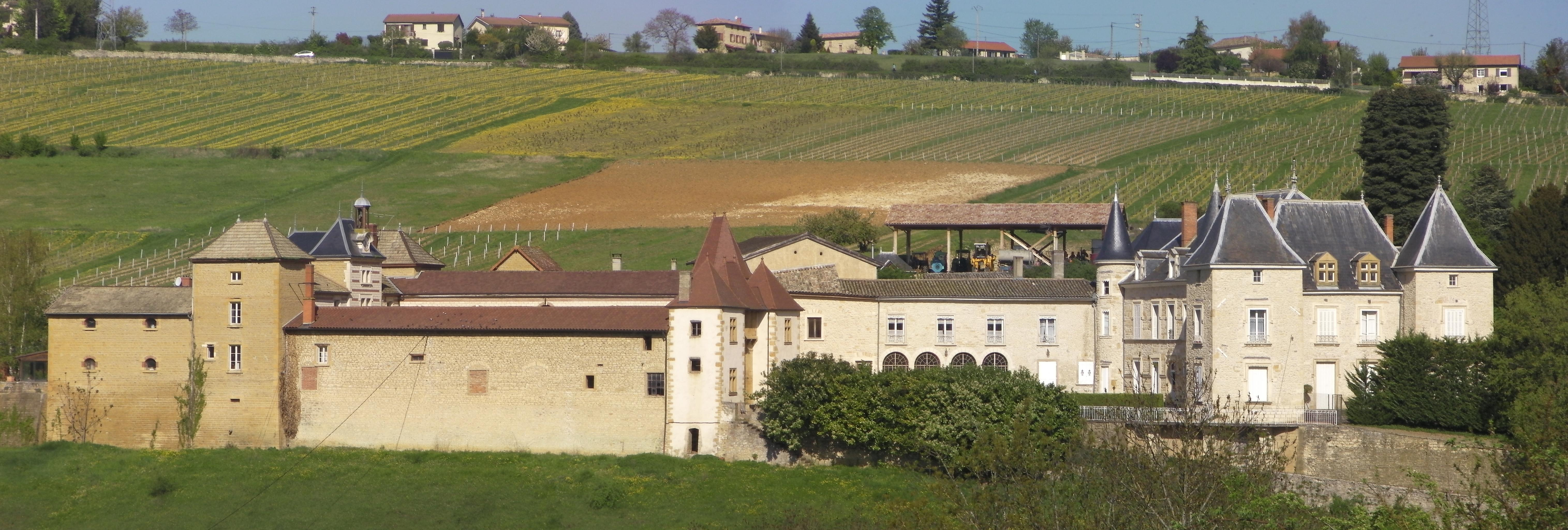
Castillo de Saint-Fonds.
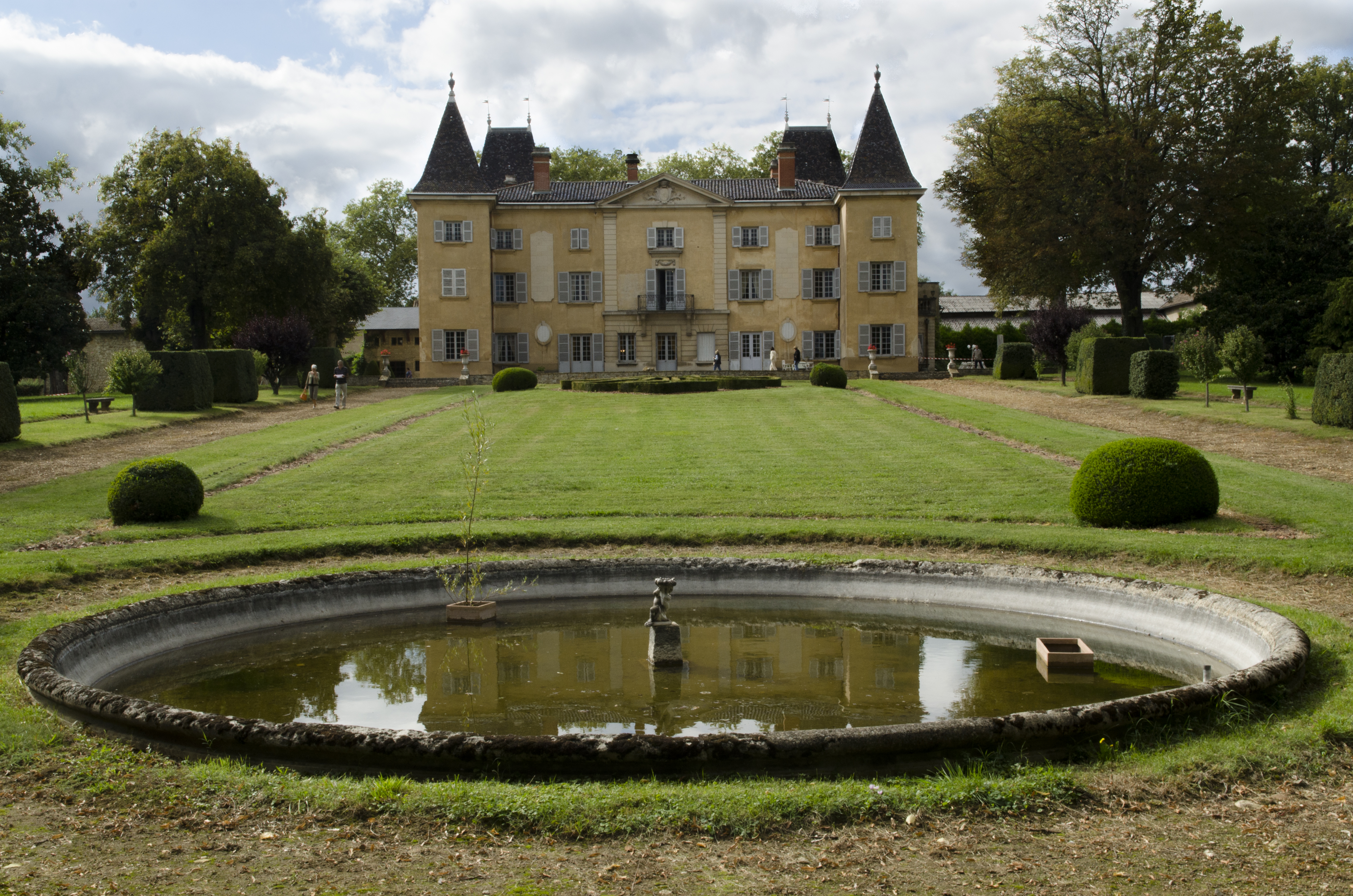
Castillo de Vaurenard.